# Мішиєв Вячеслав Данилович
Вячеслав Данилович Мішиєв — доктор медичних наук, професор, заслужений лікар України, завідувач кафедри загальної, дитячої, судової психіатрії і наркології Національної медичної академії післядипломної освіти ім. П. Л. Шупика.

## Біографічні відомості
Народився 24 березня 1958 року в м. Дербент, Дагестан.

## Освіта
1977—1983 — Ворошиловградський медичний інститут за спеціальністю «Лікувальна справа»,
1983—1984 — інтернатура за фахом «Психіатрія»,
1984—1985 — Виконувач обов'язків завідувача відділенням, Ворошиловградська обласна психіатрична лікарня,
1985—1986 — Лікар-невропатолог, Суходольська міська лікарня,
01.02.1986 — 30.12.1986 — Лікар-психіатр, Лутугінська районна лікарня,
1986—1995 — Головний лікар, Комунарська міська психіатрична лікарня,
1995—1996 — Виконувач обов'язків старшого наукового співробітника, Український науково-дослідний інститут соціальної та судової психіатрії,
12.06.1996 — 31.07.1996 — Керівник відділу, Український науково-дослідний інститут соціальної та судової психіатрії,
01.08.1996 — 14.10.1996 — Лікар-психіатр, Київська міська психоневрологічна лікарня № 2,
1996—1998 — Завідувач амбулаторії, Київська міська психоневрологічна лікарня № 2,
1998—2002 — Заступник головного лікаря, Київська міська клінічна психоневрологічна лікарня № 1,
2002—2007 Професор кафедри дитячої, соціальної та судової психіатрії, Київська медична академія післядипломної освіти імені П. Л. Шупика,
2007—2013 — Головний лікар, Київська міська клінічна психоневрологічна лікарня № 1,
2008 — по теперішній час — завідувач кафедри загальної, дитячої, судової психіатрії і наркології НМАПО імені П. Л. Шупика
2013 — по теперішній час — Директор, Територіальне медичне об'єднання «ПСИХІАТРІЯ» у місті Києві
Вчителі: проф. Чуприков А. П., проф. Кутько І. І.

## Захист дисертаційних робіт
1994 р., кандидатська дисертаційна робота. Клініко-патопсихологічні та імунологічні зіставлення при різних варіантах перебігу шизофренії.
2000 р., докторська дисертаційна робота. Сучасні форми депресивних розладів: клініка, діагностика, принципи медичної та соціальної реабілітації.
Науковий консультант проф. Марута Н. О.

## Лікувальна і наукова діяльність
Біполярні афективні розлади. Шизофренія. Організація психіатричної допомоги.

## Патенти
1. Использование показателей моторных ассиметрий индикатора течения эндогенных психозов (1986г).
2. Способ предсказания возникновения шизофрении (1986 г).
3. Клинические особенности обманов восприятий у леворуких больных шизофренией (1986г).
4. Психотерапевтический способ определения межполушарных отношений при неврозах и у здоровых (1986г).
5. Диагностика выраженной леворукости и амбидекстрии в популяции больных шизофренией (1986г).

## Перелік ключових публікацій
1. Мішиєв В. Д. Депресивні розлади: критерії діагностики, основні клінічні прояви та методи терапії — Київ, 2002. — 46 с.
2. Мішиєв В. Д. Сучасні депресивні розлади: Керівництво для лікарів. — Львів Видавництво Мс, 2004. — 207с.
3. Мішиєв В. Д. Психічні та поведінкові розлади внаслідок вживання опіоїдів: клініка, діагностика, терапія. — Львів: Видавництво Мс, 2005. –200с.
4. Мішиєв В. Д., Овчаренко М. О., Мещеряков В. Д. Психологічна і медикаментозна профілактика алкогольної і наркотичної залежності серед осіб підліткового віку. — Київ, 2005 — 32 с.
5. Мішиєв В. Д. Сучасні депресивні розлади: Керівництво для лікарів. — Львів: Видавництво Мс. — 208 с.
6. Підкоритов В. С., Ревенок О. А., Чуприков А. П., Мішиєв В. Д., Педак А. А. Організація, критерії та порядок надання психіатричної допомоги в примусовому порядку. — Київ, 2008 — 46 с.
7. Мішиєв В. Д., Сосін І. К., Овчаренко М. О., Єршова О. А. Наркологія: актуальні питання. — Львів Медицина світу, 2010—277 с.
8. Чуприков А. П., Мишиєв В. Д. Латеральность населения СССР. –Донецк: издатель Заславский А. Ю., 2010. — 192 с.
9. Кожина Г. М., Мишиев В. Д. Детская психиатрия. — Киев: ВСИ «Медицина», 2012. — 416 с.
10. Овчаренко Н. А., Сосин И. К., Пинский Л. Л., Мишиев В. Д. Медико-социальные проблемы опиоидной зависимости. –Луганск: «Промпечать», 2013. — 286.
11. Кожина Г. М., Мішиєв В. Д. Дитяча психіатрія. — Київ: ВСВ «Медицина», 2014. — 376 с.
12. Наркологія. Національний підручник / Під редакцією І. К. Сосіна, Ю. Ф. Чуєва. — Харків: Колегіум, 2014. — 1500 с.

## Міжнародна співпраця
Співпраця в рамках проекту Німецько-Польсько-Українського співробітництва з питань реформування психіатричної служби в Україні з психіатричними клініками Білефельду, Падерборну, Гютерсло.
- Головний редактор міжнародного Українсько-Білорусько-Російського науково-практичного журналу «Психиатрия, психотерапия и клиническая психология».
- Член редакційної колегії міждисциплінарного науково-практичного журналу «Психічне здоров'я/ Mental Health»
- головний позаштатний спеціаліст Департаменту охорони здоров'я виконавчого органу Київської міської ради (КМДА) зі спеціальності психіатрії.